# Taraxacum acre
Taraxacum acre — вид квіткових рослин з родини айстрових (Asteraceae). Вид зростає в Європі: Данія, Австрія, Польща; це багаторічна рослина помірних біомів.